# Wexford (kiesdistrict)
Wexford is een kiesdistrict in de Republiek Ierland voor de verkiezingen voor Dáil Éireann, het lagerhuis van het Ierse parlement. Het district valt samen met het gelijknamige graafschap. Het wordt al sinds 1921 onafgebroken als district gebruikt. Sinds 1981 kiest Wexford 5 leden voor de Dáil.
Bij de verkiezingen in 2007 woonden er 103.562 kiesgerechtigden, die 5 leden voor de Dáil konden kiezen.
In 2002 had Wexford een onafhankelijk lid gekozen, die in 2007 meedeed als een van de kandidaten voor Fine Gael, maar hij werd niet herkozen. Zijn zetel ging naar een andere Fine Gael kandidaat, de partij behaalde daardoor 2 zetels, evenals Fianna Fáil. De laatste zetel was net als in 2002 voor Labour.

## Bekende leden

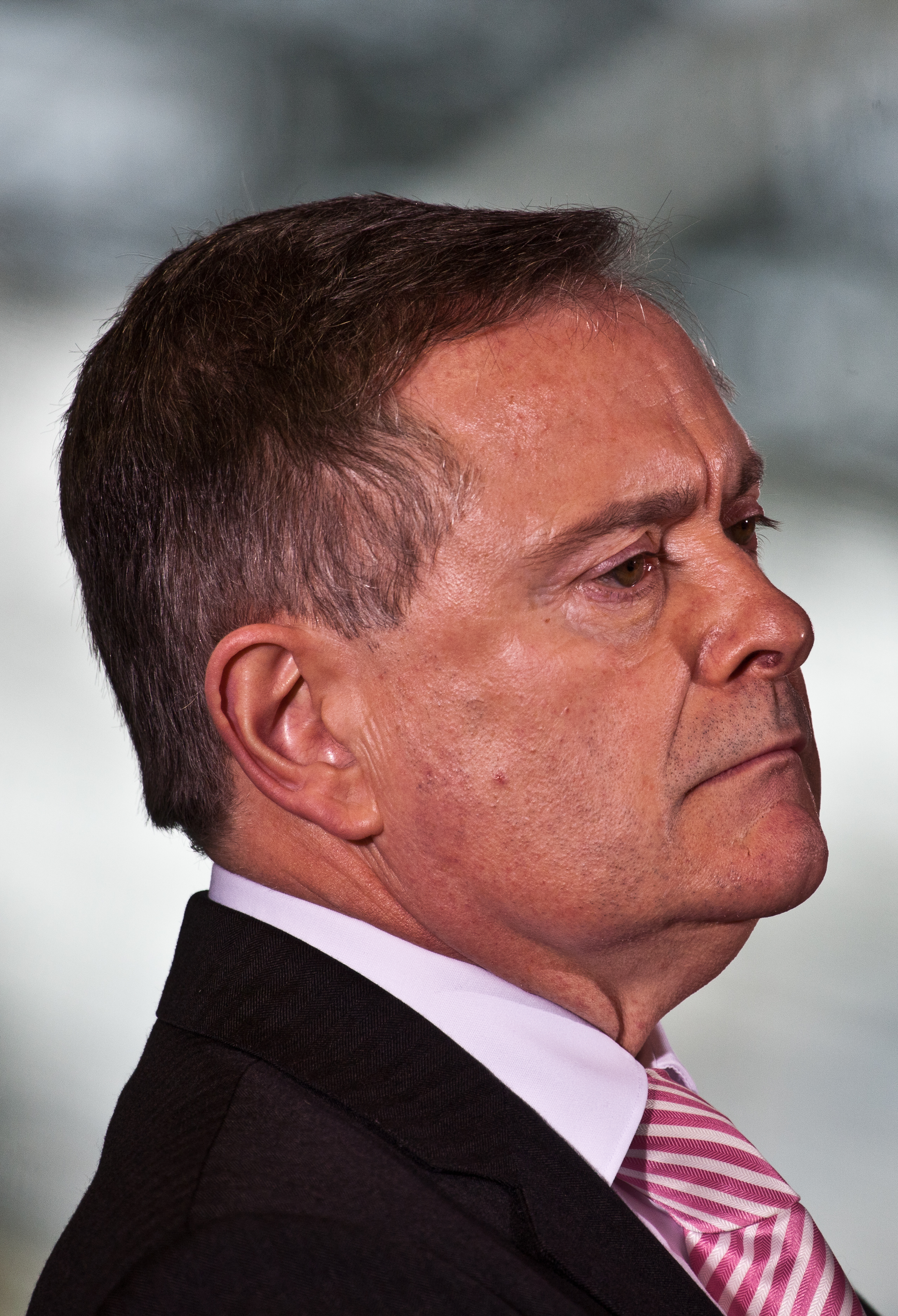

Sinds 1987 is Brendan Howlin, leider van Labour sinds 2016, TD voor Wexford. Bij de verkiezingen van 2016 kreeg hij de meeste eerste stemmen in het district. Een voorganger van Howlin als leider van Labour, Brendan Corish, vertegenwoordigde Wexford tussen 1948 en 1982. Corish volgde in '48 zijn vader op die het district sinds de oprichting had vertegenwoordigd.

## Referendum
Bij het abortusreferendum in 2018 stemde in het kiesdistrict 68,4% van de opgekomen kiezers voor afschaffing van het abortusverbod in de grondwet.